# Jeffrey Wammes
Jeffrey Theodorus Wammes (Utrecht, 24 aprile 1987) è un ginnasta olandese.

## Biografia
Esordì a livello internazionale nel 2005, all'età di diciassette anni.
Ai campionati mondiali di Melbourne 2005 Wammes ed Epke Zonderland furono i primi ginnasti olandesi nella storia a qualificarsi per la finale del concorso individuale. Wammes si piazzò all'15º posto finale. Ai campionati europei individuali di Debrecen 2005 vinse la medaglia di bronzo nel volteggio.
Nel 2006, ai mondiali di Lione si ruppe entrambe le caviglie durante l'esercizio del corpo libero. Le fratture apparirono scomposte e la sua carriera agonistica sembrò in pericolo. Tuttavia, la ripresa è andata fisica fu repentina e fu in grado di partecipare ad ottobre ai campionati mondiali di Aarhus.  Agli europei Amsterdam 2007 si aggiudicò il bronzo nel volteggio, terminando la gara alle spalle del russo Anton Golotsutskov e del francese Raphael Wignanitz; nel concorso individuale concluse al nono posto.
L'anno successivo nella Coppa del Mondo di Stoccarda 2007, arrivò quinto nella finale della sbarra.
Nel 2008 vinse l'argento nel volteggio nella Coppa del Mondo di Madrid.
Dal marzo 2010 Wammes divenne ambasciatore per Right To Play, un'organizzazione umanitaria internazionale il cui scopo è migliorare con lo sport e giochi la qualità della vita dei bambini delle aree economicamente più svantaggiate del mondo.
Rese pubblica la propria omosessualità nel 2011, quando apparì in un'edizione della rivista Linda Magazine, incentrata sugli atleti gay, in cui dichiarò: "C’era già in giro il sentore che potessero piacermi gli uomini e non le donne. Per me non ha niente a che vedere con la mia disciplina. Ma quando mi hanno chiesto di posare per la copertina sono stato chiaro su come stavano le cose, e così, eccomi qui".
Nel 2012 si oppose alla scelta della federazione della ginnastica olandese di nominare Epke Zonderland per i Giochi olimpici estivi di Londra 2012. Wammes vinse il caso, ma frattura al ginocchio pose fine al suo sogno olimpico. Ai Giochi quindi partecipò Zonderland che il 7 agosto 2012 vinse la medaglia d'oro nella sbarra.
Si esibì in "Mystere" del Cirque du Soleil a Las Vegas.
Rappresentò l'Paesi Bassi ai Giochi olimpici estivi di Rio de Janeiro 2016.
Nel 2019 fu ambasciatore del Pride di Amsterdam.

## Palmarès
- Coppa del Mondo

Madrid 2008: argento nel volteggio;
- Europei individuali

Debrecen 2005: bronzo nel volteggio;
Amsterdam 2007: bronzo nel volteggio;